# Elecciones parlamentarias de Grecia de junio de 2023
Las elecciones legislativas de Grecia se llevaron a cabo el 25 de junio de 2023. Se disputaron los 300 escaños del Consejo de los Helenos.
El primer ministro Kyriakos Mitsotakis pidió la votación anticipada después de que las elecciones de mayo no dieran como resultado que ningún partido obtuviera la mayoría, aunque su partido, Nueva Democracia, logró avances inesperados y aumentó su participación en los votos. Asimismo, ningún gobierno de coalición fue formado por ninguno de los partidos elegibles para hacerlo. A diferencia de las elecciones de mayo, las de junio utilizarán un sistema de bonificación mayoritaria, lo que hará más probable un gobierno mayoritario.
El 25 de mayo de 2023, como lo exige la constitución de Grecia, la presidenta Katerina Sakellaropoulou nombró a Ioannis Sarmas primer ministro interino.

## Sistema electoral
En enero de 2020, poco después de regresar al poder en las elecciones legislativas de 2019 , Nueva Democracia, que ha sido siempre partidario de los bonos mayoritarios desde su fundación en 1974, aprobó una nueva ley electoral para restablecer el sistema que había sido eliminado por el gobierno de coalición SYRIZA - ANEL en 2016 (que estableció un sistema puramente proporcional con un umbral electoral del 3%), aunque bajo una fórmula muy diferente. La nueva ley establece que la lista del partido que obtenga el primer lugar con al menos el 25 % de los votos recibiría 20 escaños adicionales, con un escaño más por cada medio punto porcentual, hasta un máximo de 50 escaños adicionales al 40 % de los votos. Una vez atribuida esta bonificación, comienza la debida distribución proporcional para el resto de escaños, que puede ir desde 250 si un partido reúne al menos el 40 %, hasta 300 si ningún partido alcanza el 25 %.
Una ley de 2019 otorgó el derecho de voto a los griegos en el extranjero que hayan vivido dos años en Grecia durante los 35 años anteriores y que hayan presentado una declaración de impuestos durante el año de la elección o el año anterior. Los votantes del extranjero eligen la boleta nacional de su partido deseado, sin elegir candidatos, y su voto se cuenta por igual en los resultados finales.
Votar es teóricamente obligatorio, siendo el registro de votantes automático,pero las penas y sanciones vigentes para quienes no votan no se aplican.

## Encuestas de opinión

Línea de tendencia de regresión local de los resultados de la encuesta desde el 21 de mayo de 2023 hasta el día de hoy

## Resultados
|  | 40,56 % |

|  | 17,83 % |

|  | 11,84 % |

|  | 7,69 % |

|  | 4,68 % |

|  | 4,44 % |

|  | 3,70 % |

|  | 3,17 % |

|  | 2,50 % |

|  | 0,50 % |

|  | 0,50 % |

|  | 0,41 % |

|  | 0,33 % |

|  | 0,30 % |

|  | 0,30 % |

|  | 0,28 % |

|  | 0,27 % |

|  | 0,26 % |

|  | 0,18 % |

|  | 0,12 % |

|  | 0,08 % |

|  | 0,06 % |

|  | 0,03 % |

|  | 0,02 % |

|  | 0,00 % |

|  | 0,00 % |

|  | 0,00 % |

|  | 0,00 % |

|  | 0,00 % |

|  | 0,00 % |

|  | 0,00 % |

|  | 98,89 % |

|  | 0,50 % |

|  | 0,61 % |

|  | 100,00 % |

|  | 53,74 % |